# Catapoecilma myosotina
Catapoecilma myosotina är en fjärilsart som beskrevs av Hans Fruhstorfer 1912. Catapoecilma myosotina ingår i släktet Catapoecilma och familjen juvelvingar. Inga underarter finns listade i Catalogue of Life.